# Ливония (тауншип, Миннесота)
Ливония (англ. Livonia) — тауншип в округе Шербурн, Миннесота, США. На 2000 год его население составило 3917 человек.

## География
По данным Бюро переписи населения США площадь тауншипа составляет 84,9 км², из которых 82,5 км² занимает суша, а 2,4 км² — вода (2,84 %).

## Демография
По данным переписи населения 2000 года здесь находились 3917 человек, 1222 домохозяйства и 1050 семей. Плотность населения — 47,5 чел./км². На территории тауншипа расположена 1241 постройка со средней плотностью 15,0 построек на один квадратный километр. Расовый состав населения: 98,29 % белых, 0,15 % афроамериканцев, 0,31 % коренных американцев, 0,49 % азиатов, 0,26 % — других рас США и 0,51 % приходится на две или более других рас. Испанцы или латиноамериканцы любой расы составляли 0,59 % от популяции тауншипа.
Из 1222 домохозяйств в 52,3 % воспитывались дети до 18 лет, в 78,2 % проживали супружеские пары, в 4,3 % проживали незамужние женщины и в 14,0 % домохозяйств проживали несемейные люди. 9,8 % домохозяйств состояли из одного человека, при том 2,1 % из — одиноких пожилых людей старше 65 лет. Средний размер домохозяйства — 3,20, а семьи — 3,43 человека.
34,3 % населения — младше 18 лет, 6,5 % — в возрасте от 18 до 24 лет, 37,2 % — от 25 до 44, 17,9 % — от 45 до 64, и 4,1 % — старше 65 лет. Средний возраст — 33 года. На каждые 100 женщин приходилось 106,0 мужчин. На каждые 100 женщин старше 18 приходилось 107,8 мужчин.
Средний годовой доход домохозяйства составлял 63 381 доллар, а средний годовой доход семьи — 66 458 долларов. Средний доход мужчин — 47 353 доллара, в то время как у женщин — 28 052. Доход на душу населения составил 22 902 доллара. За чертой бедности находились 1,5 % семей и 1,8 % всего населения тауншипа, из которых 2,3 % младше 18 и 7,2 % старше 65 лет.